# Горново
Горново или Горуново (на гръцки: Βουνοπλαγιά, Вуноплагия, Вуноплая, зо 1927 година Γκόρνοβα, Горнова или Κόρνοβον, Корновон) е обезлюдено село в Република Гърция, разположено на територията на дем Бук (Паранести) в област Източна Македония и Тракия.

## География
Село Горново се намира на левия бряг на река Аркудорема. Васил Кънчов го определя като чечко село, попадащо в Драмския Чеч.

## История

### Етимология
Според Йордан Н. Иванов формата Горуново произхожда от горун, вид дъб или по-вероятно от личното име Гору̀н.

### В Османската империя
В подробен регистър на санджака Паша от 1569-70 година е отразено данъкоплатното население на Горново както следва: мюсюлмани – 55 семейства и 41 неженени.
Съгласно статистиката на Васил Кънчов („Македония. Етнография и статистика“) към 1900 година Горново (Горуново) е българо-мохамеданско селище. В него живеят 255 българи-мохамедани в 100 къщи.

### В Гърция
Според гръцката статистика, през 1913 година в Горново (Γκόρνοβα) живеят 352 души.
След Междусъюзническата война в 1913 година Горново попада в Гърция. През 1923 година жителите на Горново са изселени в Турция. През 1927 година името на селото е сменено от Горнова (Γκόρνοβα) на Вуноплагия (Βουνοπλαγιά). През 1924 година в Горново са заселени 23 гръцки семейства с 67 души - бежанци от Турция. По-късно в него са заселени още бежанци от околните села. Селото е отново обезлюдено през 60-те години.
| Година    | 1913 | 1920 | 1928 | 1940 | 1951 | 1961 | 1971 | 1981 | 1991 | 2001 | 2011 | 2021 |
| --------- | ---- | ---- | ---- | ---- | ---- | ---- | ---- | ---- | ---- | ---- | ---- | ---- |
| Население | 352  | 295  | 54   | 170  | 42   | 65   |      |      |      |      |      |      |